# Solange de Araújo Sousa
Solange de Araújo Sousa (Monção, 02 de janeiro de 1979), é deputada estadual eleita pelo estado do Maranhão, é filiada ao Partido Liberal (PL).